# Romek Strzałkowski

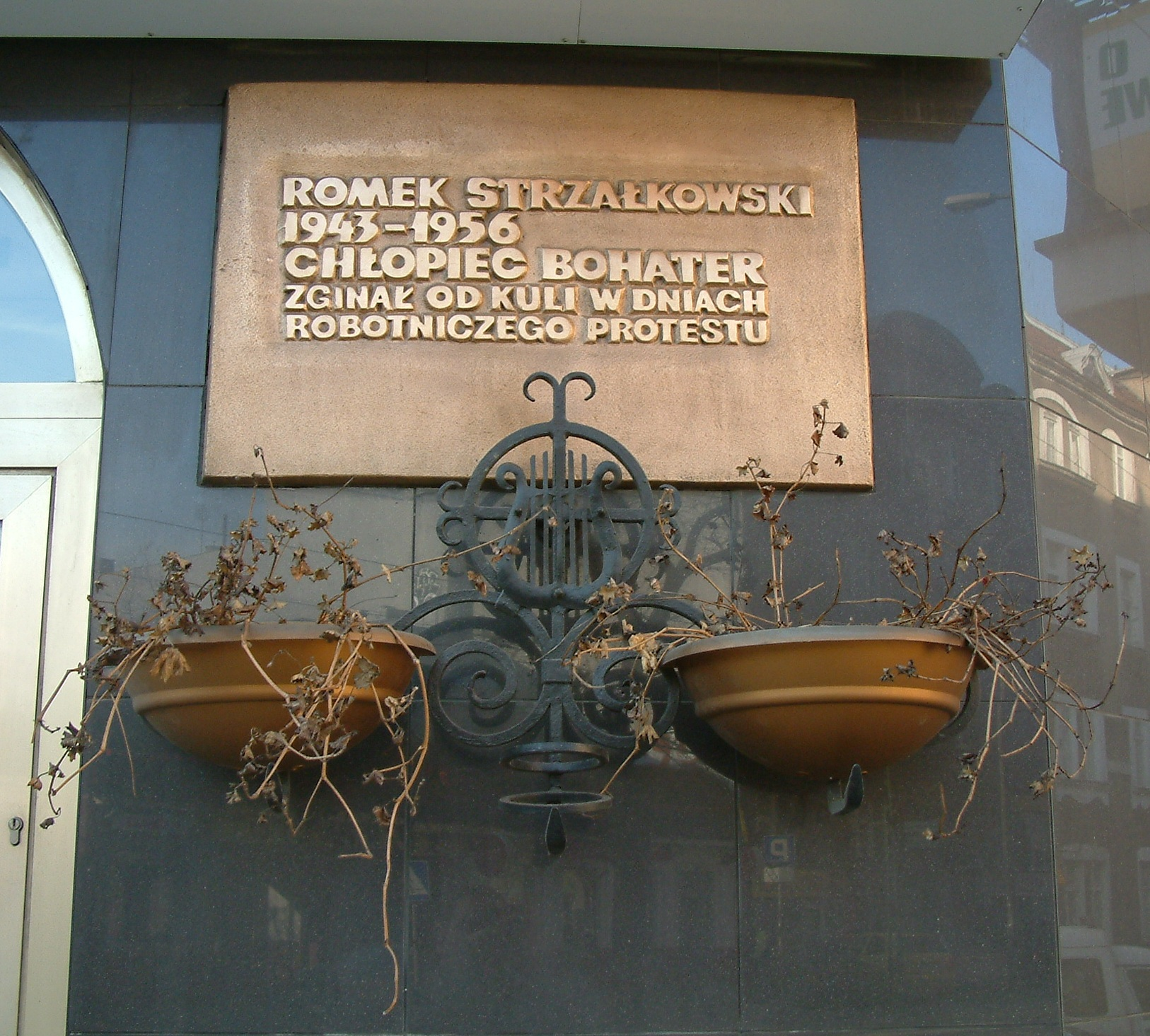
Gedenkteken op de hoek van ulica Romka Strzałkowskiego en J.H. Dąbrowskiego in Poznań

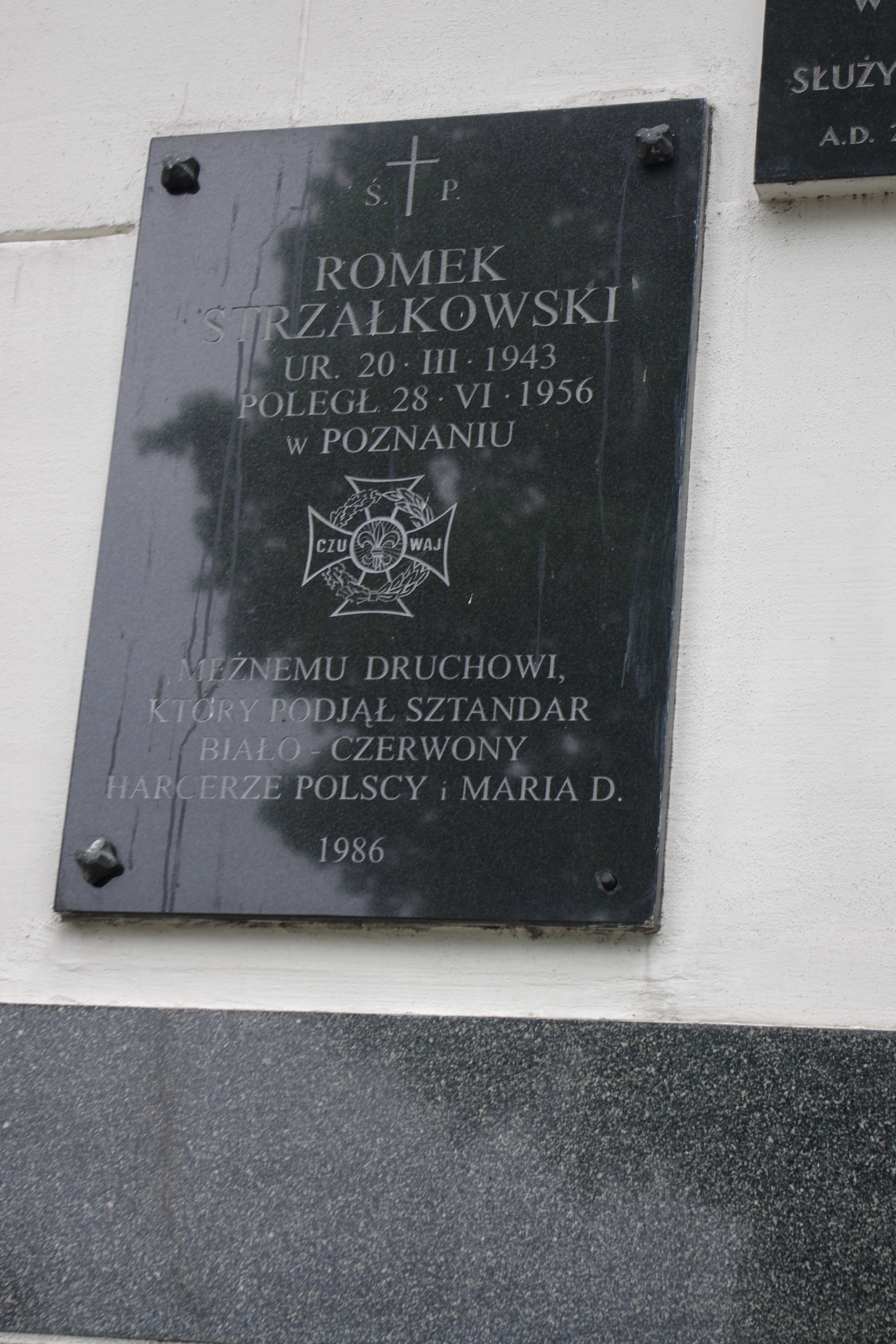
Gedenkplaat in Warschau

Roman 'Romek' Strzałkowski (20 maart 1943 – 28 juni 1956) was het jongste slachtoffer van de protesten in Poznań in 1956 en werd een symbool van deze opstand.
Romek werd door zijn moeder op straat gestuurd om ham te kopen. Onderweg kwam hij in een demonstratie terecht. Verpleegkundigen troffen hem later gewond aan in een garage van de veiligheidsdienst. In het ziekenhuis werd zijn dood geconstateerd. Hij was gestorven aan een schotwond in de borst. Over verdere details bestaan veel onduidelijkheden. Er is noch autopsie noch ballistisch onderzoek verricht. Tegenstrijdige ooggetuigenverklaringen maken het onmogelijk de precieze toedracht te construeren. Gazeta Wyborcza publiceerde in 2007 zes verschillende scenario's.
Volgens de meest legendarische versie van het verhaal zou Strzałkowski een rood-witte Poolse vlag hebben opgepakt, die bij een neergeschoten demonstrant lag. Toen hij de vlag omhooghield, werd hij door twee mannen meegenomen naar de garage en in het hart geschoten. Deze versie kan door historici niet bevestigd worden. Zijn familie was er echter meteen van overtuigd dat Romek door de veiligheidsdienst vermoord was. Dit wantrouwen werd versterkt doordat de autoriteiten het lichaam aanvankelijk niet wilden vrijgeven. De autoriteiten beweerden dat hij geraakt was door een kogel die afkomstig was van de demonstranten.
Niet alleen over de plaats waar hij stierf maar ook over de vraag of hij een vlag droeg, zijn historici het oneens. Mogelijk was de vlagdragende jongen een andere.

## Nagedachtenis
Naar Strzałkowski is in 1981 een straat in Poznań vernoemd en in 2014 een lyceum. Er hangt een gedenkteken in de naar hem vernoemde straat en een in Warschau. Dzieci Czerwca 1956, een monument ter ere van alle jeugdige slachtoffers van de opstand, is mede aan hem gewijd. Zijn hemd is sinds 2013 in bezit van het Museum van de Opstand van Poznań.